# Maggie Bell
Margaret "Maggie" Bell (Maryhill, Glasgow, 12 de janeiro de 1945) é uma cantora de rock escocesa.

## Início de carreira e The Power
De uma família de músicos, ela cantou desde sua adolescência, deixando a escola com quinze anos de idade, para trabalhar como vitrinista de dia e cantora de noite. Bell foi apresentada a Leslie Harvey, por seu irmão mais velho Alex, após levantar-se no palco para cantar com o último. Leslie Harvey era, naquele tempo, guitarrista dos Kinning Park Ramblers. Bell juntou-se ao grupo como uma dos vocalistas. Após a banda se separar, ela mudou-se para a Mecca Band da Sauchiehall Street Locarno, e mais tarde para o Palais Band, de Dennistoun.
Ela então se reuniu com Harvey, formando o Power inicialmente conhecido como The Power of Music e, eventualmente, The Power. Bell e The Power se apresentaram regularmente no The Easterhouse Project, dirigido por Archie Hind e Graeme Noble. Eles também visitaram a base da Força Aérea dos Estados Unidos na Alemanha, em meados dos anos 1960. Peter Grant, que estava administrando os Yardbirds na época, ouviu o Power tocar em uma dessas bases e concordou em produzir e gerenciá-los, impressionado com a capacidade vocal de Bell e do toque da guitarra de Harvey.O grupo foi então rebatizado como Stone the Crows, uma expressão usada por Grant ao ouvir esta banda.

## Primeiro álbum solo
Os Stone the Crows se separaram em 1973, após a morte acidental de Leslie Harvey por electrocussão em 2 de maio de 1972. Harvey tinha sido uma parte integrante da banda e sua música. Peter Grant permaneceu como gerente de Bell após a separação, e, juntamente com Mark London, se ofereceu para ajudar Bell a gravar um álbum solo. Posteriormente, ela gravou dois novos álbuns para a Atlantic Records, um produzido por Felix Pappalardi e outro produzido por Felix Cavaliere. Nenhum tinha sido lançado ainda. Grant então supervisionou seu primeiro álbum solo lançado, Queen of the Night (1973), que foi gravado em Nova Iorque com o produtor Jerry Wexler.

## Swan Song, Midnight Flyer e B. A. Robertson
Bell assinou com a então recém-formada Swan Song Records em 1974, juntamente com o Bad Company e The Pretty Things, como uma das primeiras contratações do rótulo. Jimmy Page contribuiu para o seu segundo álbum Suicide Sal (1975). Ela então tentou capturar as glórias passadas do blues rock a frente do Midnight Flyer, uma banda ao vivo fenomenal, mas seu único álbum homônimo lançado em 1981 não foi um sucesso comercial. Jimmy Page mostrou um álbum de tributo a Maggie com Robert Plant, John Paul Jones, assim como John Bonham, tendo Mark Hitt na guitarra.
Voltando à sua carreira solo, ela teve seu maior sucesso no Reino Unido, em 1981, através de um dueto com B. A. Robertson em uma versão cover de "Hold Me", que alcançou a posição de número 11 no UK Singles Chart. Bell também se apresentou em vários concertos de caridade durante este período.

## Televisão, Países Baixos e o British Blues Quintet
Bell cantou o tema de enceramento para o final do drama policial Hazell, da ITV em 1970, com letras escritas por Judy Forrest e música de Andy Mackay. Sua canção "No Mean City", escrita por Mike Moran, foi a música-tema para o drama policial Taggart. Ela também apareceu em um único episódio de Taggart chamado de "Evil Eye", em 1990, atuando como uma cartomante cigana chamada Effie Lambie que é assassinada no início do episódio.
Em 2009, ela fez a voz da cantora de rock Esme Ford (interpretada por Joanna Lumley) no episódio "Counter Culture Blues" da série Lewis, da ITV.
Depois de viver nos Países Baixos por 20 anos, Bell retornou ao Reino Unido no início de 2006 e se juntou ao The British Blues Quintet, dividindo os vocais com Zoot Money. Também com o ex-baterista dos Stone The Crows Colin Allen e o baixista Colin Hodgkinson, a banda rapidamente se estabeleceu nos circuitos de blues ao vivo europeu e do Reino Unido. Seu álbum de estréia, Live in Glasgow (2007), foi gravado em um de seus primeiros shows, em Renfrew Ferry, Glasgow, em 2006. Além disso, Bell saiu em turnê com Chris Farlowe no outono de 2006 e The Manfreds durante 2006 e 2008.